# وحيد (فلم)
وحيد (بالتركية: Issız Adam) هو فيلم دراما ورومانسية صدر في 2008. من إخراج وسيناريو Çağan Irmak ‏.

## القصة
تقع أحداث الفيلم في إسطنبول.

## طاقم التمثيل
- Aslı Aybars  [لغات أخرى]‏
- جمال هونال
- يلدس كلتور  [لغات أخرى]‏
- Gözde Kansu [الإنجليزية]‏
- غونكاغول سونار
- نيه نيكلا  [لغات أخرى]‏
- Melis Birkan [الإنجليزية]‏

## روابط خارجية
- مقالات تستعمل روابط فنية بلا صلة مع ويكي بيانات